# Homoikonicita

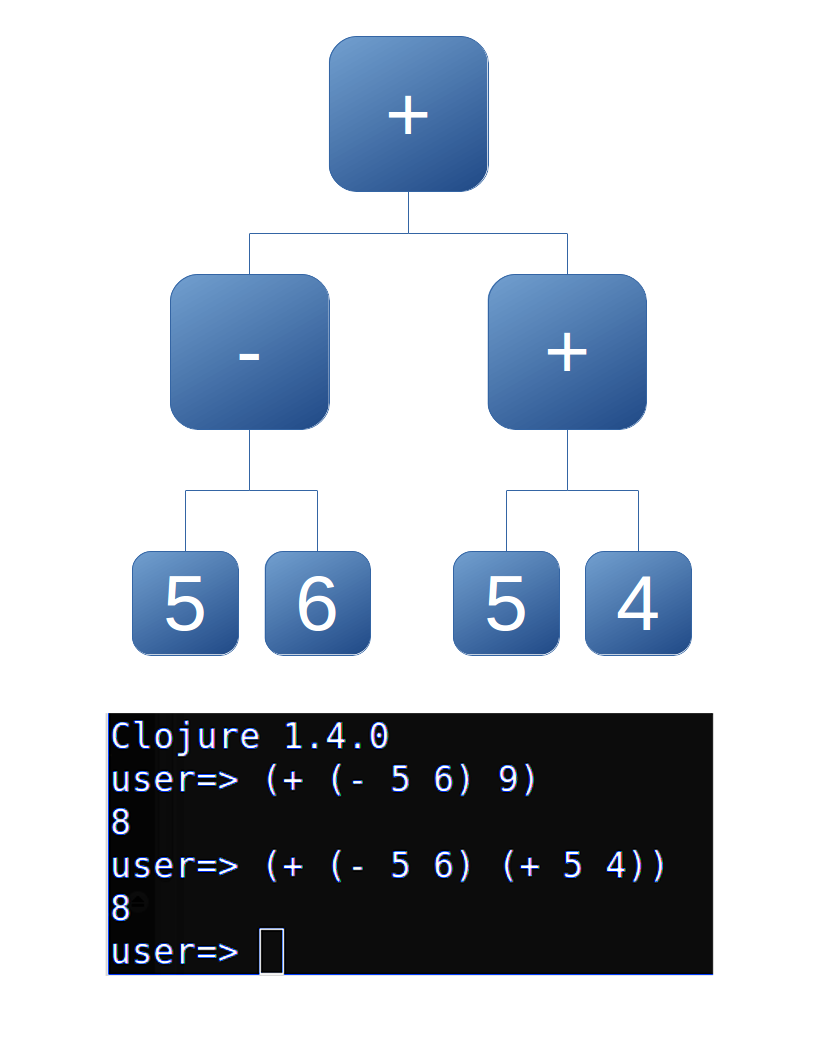
Příklad abstraktního syntaktického stromu

Homoikonicita je v počítačovém programování vlastnost některých programovacích jazyků. Vyjadřuje skutečnost, že struktura programu je podobná jeho syntaxi. Vnitřní strukturu programu je možné odvodit z textového zápisu zdrojového kódu. V homoikonickém jazyce má zdrojový text stejnou strukturu jako jeho abstraktní syntaktický strom, což dovoluje veškerý kód v jazyce zpřístupnit, používat a transformovat jako data za použití stejné datové reprezentace.